# Deelbare groep
In de groepentheorie, een deelgebied  van de wiskunde, is een deelbare groep een groep waarin elk element in willekeurig veel delen gedeeld kan worden. Betreft het bijvoorbeeld een optelgroep, dan is elk element de som van een willekeurig aantal keren een ander element. Gaat het om een vermenigvuldigingsgroep, dan is elk element het product van een willekeurig aantal keren een ander element.
De additieve groep van de reële getallen en van de rationale getallen is deelbaar, maar niet van de gehele getallen.

## Definitie
Een groep {\displaystyle (G,*)} heet deelbaar als er voor ieder element {\displaystyle g} en ieder natuurlijke getal {\displaystyle n} een  element {\displaystyle h\in G} is, zodanig dat:
{\displaystyle g=\underbrace {h*\ldots *h} _{n{\text{ keer}}}}
Voor een optelgroep komt dat neer op:
{\displaystyle g=\underbrace {h+\ldots +h} _{n{\text{ keer}}}=nh}
en voor een vermenigvuldigingsgroep op:
{\displaystyle g=\underbrace {h\cdot \ldots \cdot h} _{n{\text{ keer}}}=h^{n}}